# Ughetto Bertucci
Ughetto Bertucci, vero nome Ugo (Roma, 18 ottobre 1907 – Roma, 25 giugno 1966), è stato un attore italiano.

## Biografia
Venditore di frutta e verdura in un mercato romano e proprietario di un camioncino, viene notato da Mario Mattoli e scritturato per un ruolo aderente al suo fisico e alla sua attività di fruttivendolo per La vita ricomincia (1945).
Pur seguitando a gestire il suo banco al mercatino, inizia a dedicarsi al cinema e, occasionalmente, all'avanspettacolo in teatrini romani.
Di bassa statura, tozzo, con una faccia simpatica e con l'aria scanzonata, è interprete di una notevole quantità di film, per lo più leggeri, accanto ai comici del momento, soprattutto insieme a Totò, ma anche con Macario, Billi e Riva, Walter Chiari.
Le sue apparizioni si fanno meno frequenti verso la fine degli anni cinquanta, per poi congedarsi dal mondo dello spettacolo nel 1962: ultima apparizione nel film 5 marines per 100 ragazze. Quattro anni più tardi la prematura scomparsa, all'età di 58 anni. Riposa al Cimitero del Verano.

## Filmografia

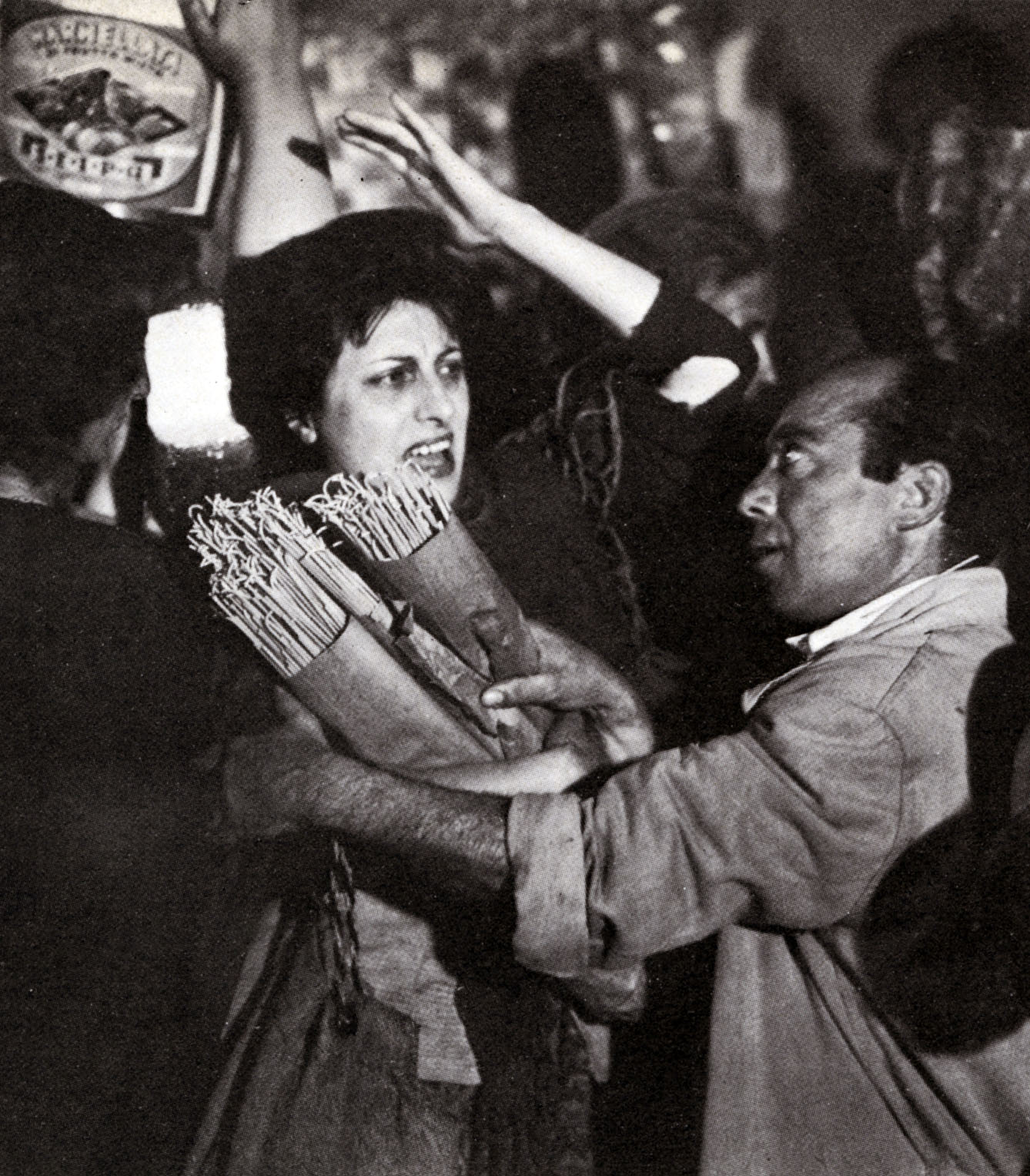
Anna Magnani e Ughetto Bertucci ne L'onorevole Angelina (1947)

- La vita ricomincia, regia di Mario Mattoli (1945)
- La primula bianca, regia di Carlo Ludovico Bragaglia (1946)
- Avanti a lui tremava tutta Roma, regia di Carmine Gallone (1946)
- Ultimo amore, regia di Luigi Chiarini (1947)
- L'onorevole Angelina, regia di Luigi Zampa (1947)
- I due orfanelli, regia di Mario Mattoli (1947)
- Fifa e arena, regia di Mario Mattoli (1948)
- Totò al giro d'Italia, regia di Mario Mattoli (1948)
- I pompieri di Viggiù, regia di Mario Mattoli (1949)
- Signorinella, regia di Mario Mattoli (1949)
- Adamo ed Eva, regia di Mario Mattoli (1949)
- Il vedovo allegro, regia di Mario Mattoli (1950)
- Lo sparviero del Nilo, regia di Giacomo Gentilomo (1950)
- Il leone di Amalfi, regia di Pietro Francisci (1950)
- L'inafferrabile 12, regia di Mario Mattoli (1950)
- Tototarzan, regia di Mario Mattoli (1950)
- Totò sceicco, regia di Mario Mattoli (1950)
- Totò terzo uomo, regia di Mario Mattoli (1951)
- Sette ore di guai, regia di Vittorio Metz e Marcello Marchesi (1951)
- Tizio Caio Sempronio, regia di Marcello Marchesi, Vittorio Metz e Alberto Pozzetti (1951)
- Era lui... sì! sì!, regia di Marino Girolami, Vittorio Metz e Marcello Marchesi (1951)
- Milano miliardaria, regia di Vittorio Metz e Marcello Marchesi (1951)
- La vendetta di Aquila Nera, regia di Riccardo Freda (1951)
- Una bruna indiavolata, regia di Carlo Ludovico Bragaglia (1951)
- Arrivano i nostri, regia di Mario Mattoli (1951)
- Accidenti alle tasse!!, regia di Mario Mattoli (1951)
- Vendetta... sarda, regia di Mario Mattoli (1951)
- 5 poveri in automobile, regia di Mario Mattoli (1952)
- Il più comico spettacolo del mondo, regia di Mario Mattoli (1953)
- Due notti con Cleopatra, regia di Mario Mattoli (1953)
- Noi cannibali, regia di Antonio Leonviola (1953)
- Un americano a Roma, regia di Steno (1954)
- Il medico dei pazzi, regia di Mario Mattoli (1954)
- Totò cerca pace, regia di Mario Mattoli (1954)
- Giorni d'amore, regia di Giuseppe De Santis (1954)
- Ballata tragica, regia di Luigi Capuano (1954)
- La catena dell'odio, regia di Piero Costa (1955)
- Le diciottenni, regia di Mario Mattoli (1955)
- L'ultimo amante, regia di Mario Mattoli (1955)
- I giorni più belli, regia di Mario Mattoli (1956)
- Storia di una minorenne, regia di Piero Costa (1956)
- Poveri ma belli, regia di Dino Risi (1957)
- Belle ma povere, regia di Dino Risi (1957)
- Peppino, le modelle e... "chella llà", regia di Mario Mattoli (1957)
- Il diavolo nero, regia di Sergio Grieco (1957)
- Il cocco di mamma, regia di Mauro Morassi (1957)
- Poveri milionari, regia di Dino Risi (1958)
- Quanto sei bella Roma, regia di Marino Girolami (1959)
- Appuntamento a Ischia, regia di Mario Mattoli (1960)
- Signori si nasce, regia di Mario Mattoli (1960)
- Totò, Fabrizi e i giovani d'oggi, regia di Mario Mattoli (1960)
- Sua Eccellenza si fermò a mangiare, regia di Mario Mattoli (1961)
- 5 marines per 100 ragazze, regia di Mario Mattoli (1962)